# Our (Sauer)
L'Our (pron. u:r; ted. arcaico: Ur) è un fiume che scorre per 78 km tra Belgio, Lussemburgo e Germania. È affluente sinistro del fiume Sauer (o Sûre).
La sorgente del corso è situata sulle Haute Fagnes, nel sud-est del Belgio, vicino a Manderfeld. Il suo corso prosegue verso sud, più o meno lungo il confine belga-tedesco e, a valle di Ouren lungo il confine tedesco-lussemburghese. Il fiume attraversa la città storica di Vianden prima di sfociare nel Sauer a Wallendorf.

## Località attraversate
La cittadina lussemburghese di confine Vianden, una delle principali località turistiche del Lussemburgo, è attraversata dal fiume Our. In Belgio e nel nord del Lussemburgo corre la via della valle dell'Our. Tratto d'importanza turistica particolare è quello fra Manderfeld (Belgio) e Lieler (Lussemburgo), dove si può viaggiare lungo il corso del fiume.
Questo passa fra l'altro nel Burg Reuland (Ouren) e per la triplice frontiera Germania-Belgio-Lussemburgo.
Altre località sono:
| - Roth an der Our - Ouren - Sevenig - Dahnen - Dasburg | - Rodershausen - Obereisenbach - Stolzemburg - Bettel - Gentingen | - Ammeldingen an der Our - Schönberg - Wallendorf presso Bollendorf (foce). - Grüfflingen presso Sankt Vith - Auel (frazione di Burg-Reuland) |

## Affluenti
- Auw (sinistra, 9 km)
- Ihrenbach (sinistra, 21 km)
- Braunlauf (destra, 23 km)
- Winterspelter Bach (sinistra, 26 km)
- Ulf (destra, bei 30 km)
- Irsen (sinistra, 67 km)

## Immagini dell'Our

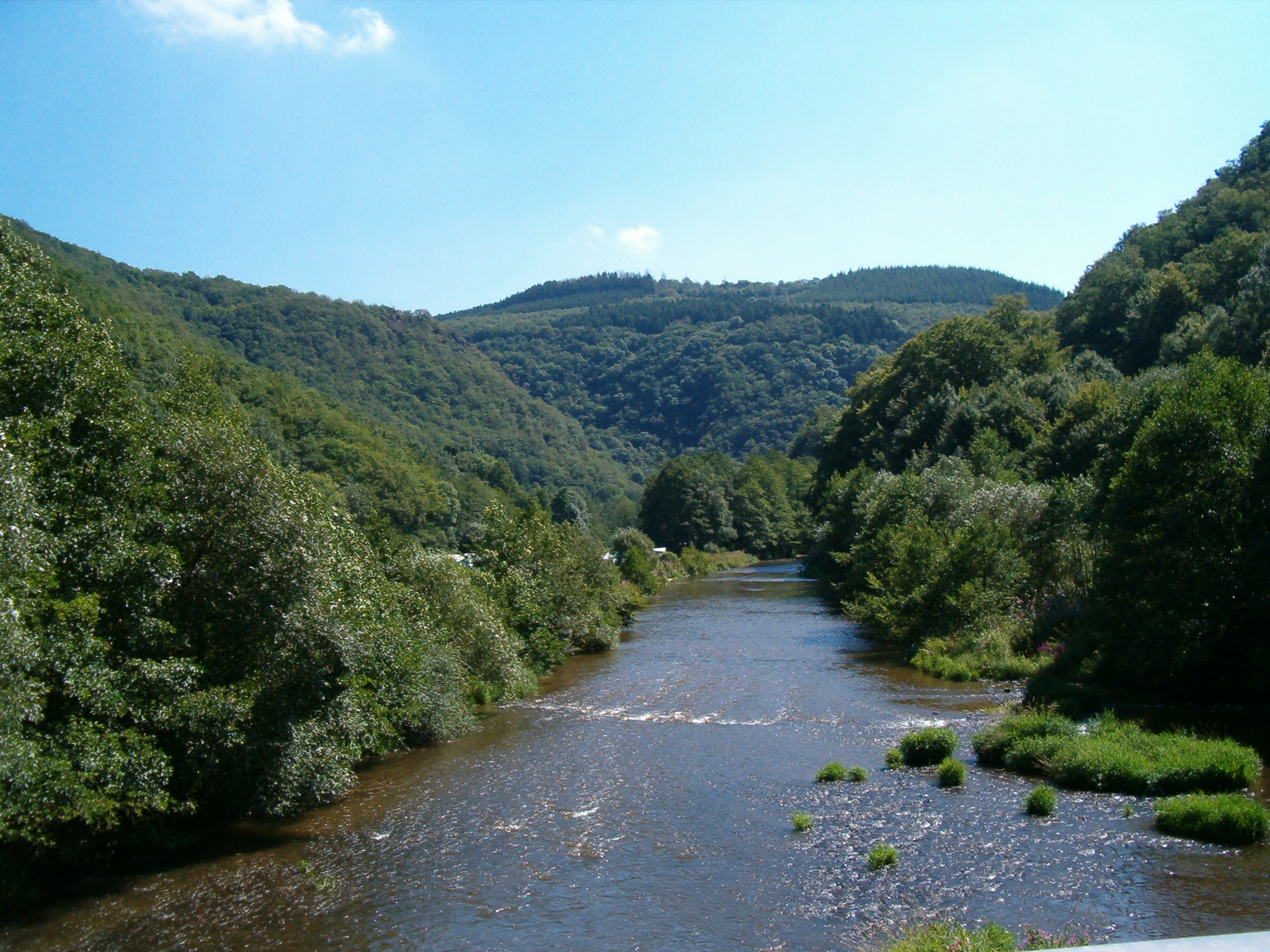
Corso del fiume nelle Ardenne lussemburghesi
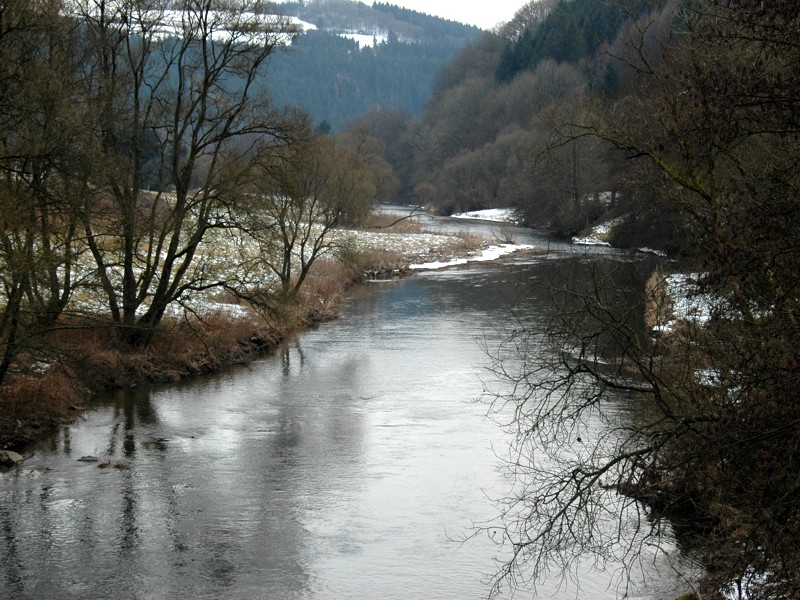
L'Our a Dasburg-Pont, a sinistra la Germania, a destra il Lussemburgo
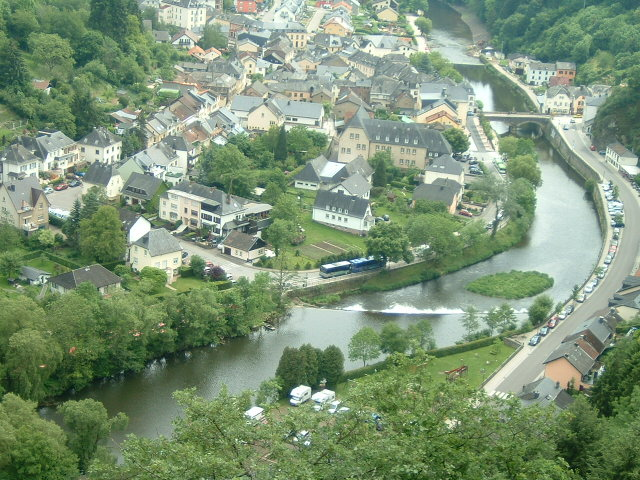
L'Our a Vianden
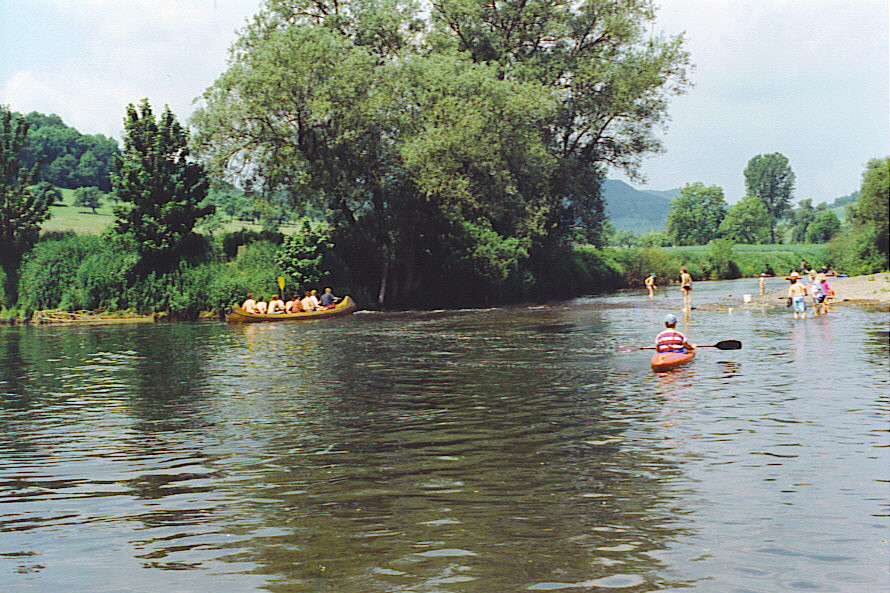
La confluenza con la Sauer